# Barrio San Agustín (Paraná)
San Agustín  es un barrio ubicado en la zona sudoeste de la ciudad de Paraná (Argentina), capital de la provincia de Entre Ríos. El barrio actualmente ocupa casi una tercera parte de la población de la capital entrerriana.

## Toponimia
En el año 1943 al trasladar la municipalidad a las familias humildes afincadas en zonas marginales, al actual barrio San Agustín, les entregaron terrenos con ranchos construidos por cuadrillas municipales.
Una de esas fincas pertenecían a Eustaquia Suárez de Mora que siendo viuda decide donar parte de esos terrenos lindantes a su propiedad para que se levantara una capilla.
Monseñor Martínez acepta la donación y decide nombrar como patrono a San Agustín en homenaje al esposo fallecido de doña Eustaquia que se llamara Agustín.

## Surgimiento del Barrio
San Agustín tuvo sus comienzos cuando una ordenanza municipal autoriza el Departamento Ejecutivo a adquirir un terreno de Luis Erbetta. Estos terrenos están situados al Sudoeste de la ciudad marginal por el arroyo Antoñico y se los conocía con el nombre de Quintas del Sur. Este terreno fue destinado a ubicar unas 150 familias desalojadas de los sectores pantanosos.
Éstas familias fueron la base de este barrio, en un comienzo carente de luz, agua, con calles intransitables los días de lluvias.
Los orígenes oficiales de la creación del barrio se remontan al 9 de febrero de 1943, cuando durante la intendencia del Dr. Enrique Víctor Acebal se firma y se aprueba la compra de los terrenos.
El parcelamiento de las quintas, como así la instalación del Matadero Municipal, corralón y vivero, motivó el continuo afincamiento de pobladores que convirtieron al sector en un barrio progresista.
Poco a poco, fueron desapareciendo los ranchos y se construyeron viviendas más dignas.
En 1943 se crearon numerosas plazas y plazoletas, entre ellas la Plaza Eva Perón (ex Plaza San Agustín).
Actualmente en esta plaza está el Anfiteatro Linares Cardozo sede de importantes eventos culturales y artísticos. Se crean también establecimientos educativos: la Escuela N.º 20 Casiano Calderón cuya piedra principal se colocó en el año 1894 siendo una escuela rural.
En el año 1959 se crea la EET N.º 4 (ex CONET) centro de educación laboral para jóvenes.
El 20 de junio de 1945 se funda el Club Atlético San Agustín donde se desarrollan actividades culturales, sociales y deportivas.
En abril de 1967, procedentes de Irlanda, los sacerdotes de la Congregación de Santo Domingo reciben la Parroquia San Agustín a su cargo. De esta manera, fundan la capilla San Juan Bautista en Barrio Ejército (1967), la capilla Nuestra Señora de Guadalupe en barrio La Floresta, la capilla San Martín de Porres en barrio Anacleto Medina (agosto de 1975). Posteriormente en barrio Gaucho Rivero la capilla San Francisco de Asís, y por último la Parroquia Cristo Peregrino en barrio Paraná XVI.
También, tuvieron participación concreta en la fundación del Instituto Privado de Educación Técnica Juan XXIII (septiembre de 1986).
No más de una década atrás se planteaba la separación y surgimiento de una nueva ciudad a raíz de su amplitud respecto a la ciudad de Paraná (Argentina).

## Transporte
Las líneas de colectivo que atraviesan el barrio San Agustín y los distintos barrios que lo componen son las líneas 3, 7, 8, 9 y 20.

## Barrios de San Agustín
San Agustín comprende todo lo que está en el sur del arroyo Antoñico y las vías del ferrocarril, lo integran los siguientes barrios:
| - 3 de febrero - 17 de Febrero - Altos de Ituzaingó - A.M.M.Y.C. (40 Viviendas) - Anacleto Medina Norte - Anacleto Medina Sur - Antártida Argentina - Barranca Oeste - Balbi - C.G.T. II (90 Viviendas) - El Sol - Foecyt - Gaucho Rivero - Giachino - Humito - Kilómetro 3 - La Floresta del Tavi Celiz - Y el Tavi, - Las Flores - Libertad - Mercantil - Mosconi I - Mosconi II - Mosconi III - Padre Kolbe - Paraná XIII - Paraná XVI/Lorenzo Giorda - Pirola - San Agustín Centro - San Agustín Sudoeste - San Jorge - San Martín - Santa Rita - Vicoer XI |